# Nannocyrtopogon stonei
Nannocyrtopogon stonei là một loài ruồi trong họ Asilidae. Nannocyrtopogon stonei được Wilcox & Martin miêu tả năm 1957. Loài này phân bố ở vùng Tân Bắc giới.